# Mercedes-Benz W 414
| Sterne im Euro NCAP-Crashtest (2002) |

Steilheck des Vaneo

Der Mercedes-Benz Vaneo (W 414) ist ein Hochdachkombi von DaimlerChrysler (heute Mercedes-Benz Group), der nach seiner Präsentation auf der IAA 2001 im Februar 2002 auf den Markt kam.

## Modellgeschichte
Der Vaneo basiert auf der ersten Generation der A-Klasse. Er ist gut 20 cm höher und 41 cm länger als deren Langversion. Der Zugang zu den Rücksitzen erfolgt über Schiebetüren. An seiner Rückseite hat der Vaneo eine einteilige Heckklappe oder eine zweiflüglige Tür.
Die Motorenpalette bestand aus den A-Klasse-Motoren (nach Modellpflege) mit 55–92 kW (75–125 PS). Der 1,4-Liter-Motor wurde im Vaneo jedoch nicht verbaut, stattdessen die gedrosselte 1,6-Liter-Version des A 140 Automatik. Der nach der Modellpflege in der A-Klasse 70 kW (95 PS) leistende 1,7-Liter-Diesel kam im Vaneo nur auf 67 kW (91 PS).
Gebaut wurde der Vaneo im Automobilwerk Ludwigsfelde bei Berlin.
Kritisiert wurde am Vaneo u. a. der Sitzkomfort, Qualitätsmängel und der Preis.
Die Verkaufszahlen des Vaneo blieben unter den Prognosen; DaimlerChrysler drosselte die Produktion mangels Nachfrage nach wenigen Monaten. Drei Jahre nach der Markteinführung teilte DaimlerChrysler im Februar 2005 mit, die Produktion im selben Jahr einzustellen. Bis dahin waren rund 55.000 Exemplare des Vaneo hergestellt worden.
Nach mehrjähriger Pause kam im Oktober 2021 der Nachfolger Mercedes-Benz Citan auf den Markt. Er basiert auf dem Renault Kangoo und ist in verschiedenen Längen erhältlich.

## Motorenübersicht
|                                                                   | Vaneo                      | Vaneo 1.6                                     | Vaneo 1.9                                     | Vaneo CDI                  | Vaneo CDI 1.7                                 |
| ----------------------------------------------------------------- | -------------------------- | --------------------------------------------- | --------------------------------------------- | -------------------------- | --------------------------------------------- |
| Motor                                                             | R4-Ottomotor M 166         | R4-Ottomotor M 166                            | R4-Ottomotor M 166                            | R4-Dieselmotor OM 668      | R4-Dieselmotor OM 668                         |
| Hubraum                                                           | 1598 cm³                   | 1598 cm³                                      | 1898 cm³                                      | 1689 cm³                   | 1689 cm³                                      |
| max. Leistung                                                     | 60 kW (82 PS) bei 5000/min | 75 kW (102 PS) bei 5250/min                   | 92 kW (125 PS) bei 5500/min                   | 55 kW (75 PS) bei 3900/min | 67 kW (91 PS) bei 4000/min                    |
| max. Drehmoment                                                   | 140 Nm bei 2500/min        | 150 Nm bei 4000/min                           | 180 Nm bei 4000/min                           | 160 Nm bei 1500/min        | 180 Nm bei 1600/min                           |
| Antrieb                                                           | Vorderradantrieb           | Vorderradantrieb                              | Vorderradantrieb                              | Vorderradantrieb           | Vorderradantrieb                              |
| Getriebe (optional)                                               | Fünfgang, manuell          | Fünfgang, manuell (Fünfstufen-Wandlerautomat) | Fünfgang, manuell (Fünfstufen-Wandlerautomat) | Fünfgang, manuell          | Fünfgang, manuell (Fünfstufen-Wandlerautomat) |
| Höchstgeschwindigkeit, km/h                                       | 155                        | 167 (163)                                     | 180 (175)                                     | 150                        | 160 (156)                                     |
| Beschleunigung, 0–100 km/h in s                                   | 15,8                       | 13,5 (14,3)                                   | 10,8 (11,1)                                   | 19,5                       | 16,0 (16,0)                                   |
| Kraftstoffverbrauch (nach EWG-Richtlinie, kombiniert) in l/100 km | 7,8 Super                  | 8,0 Super (8,3 Super)                         | 8,2 Super (8,5 Super)                         | 5,7 Diesel                 | 5,9 Diesel (6,6 Diesel)                       |
| Abgasnorm nach EU-Klassifikation                                  | Euro 4                     | Euro 4                                        | Euro 4                                        | Euro 3                     | Euro 3                                        |

## Zulassungszahlen
Zwischen 2001 und 2006 sind in der Bundesrepublik Deutschland insgesamt 31.881 Einheiten des Vaneo neu zugelassen worden. Mit 9.985 Einheiten war 2002 das erfolgreichste Verkaufsjahr.
|  |

|  |

|  |

|  |

|  |

|  |

|  |

|  |

|  |

|  |

|  |

|  |

|  |

|  |

|  |

|  |

|  |

|  |

|  |

|  |

|  |

|  |

|  |

|  |

|  |

|  |

|  |

|  |

|  |

|  |

|  |

|  |

|  |

|  |

|  |

|  |

|  |

|  |

|  |

|  |

|  |

|  |

|  |

|  |

|  |

|  |

|  |

|  |

|  |

|  |

|  |

|  |

|  |

|  |

|  |

|  |

|  |

|  |

|  |

|  |

|  |

|  |

|  |

|  |

|  |

|  |

|  |

|  |

|  |

|  |

|  |

|  |

|  |

|  |

|  |

|  |

|  |

|  |

|  |

|  |

|  |

|  |

|  |

|  |

|  |

|  |

|  |

|  |

|  |

|  |

|  |

|  |

|  |

|  |

|  |

|  |

|  | Mercedes-Benz Vaneo (31.881) |

|  | Mercedes-Benz Vaneo (31.881) |